# Тен-Вейнгарде
Княжий бегінаж Тен-Вейнгаерде (гол. Prinselijk Begijnhof Ten Wijngaerde) — єдиний збережений бегінаж у бельгійському місті Брюгге. Там більше не живуть бегіни, але з 1927 року він функціонує як монастир бенедиктинок, заснований каноніком Горнартом. У тому ж році будинки на західному боці також були змінені та розширені в Monasterium De Wijngaard, монастир бенедиктинок.

## Історія
Уже до 1240 року громада благочестивих жінок оселилася на території «де Вінгард» (староголландською мовою «виноградник») на півдні міста. Ймовірно, ця назва стосується низинних лук. Бегінаж був заснований приблизно в 1244 році Маргарет Константинопольською, після того як вона попросила дозволу у Вальтера ван Марвіса, єпископа Турне, перенести каплицю-гробницю у Брюгге до Вейнгарда. У 1245 році воно було визнано самостійною парафією. У 1299 році він перейшов під безпосередню владу короля Філіппа Прекрасного і отримав назву «Княжий бегінаж».

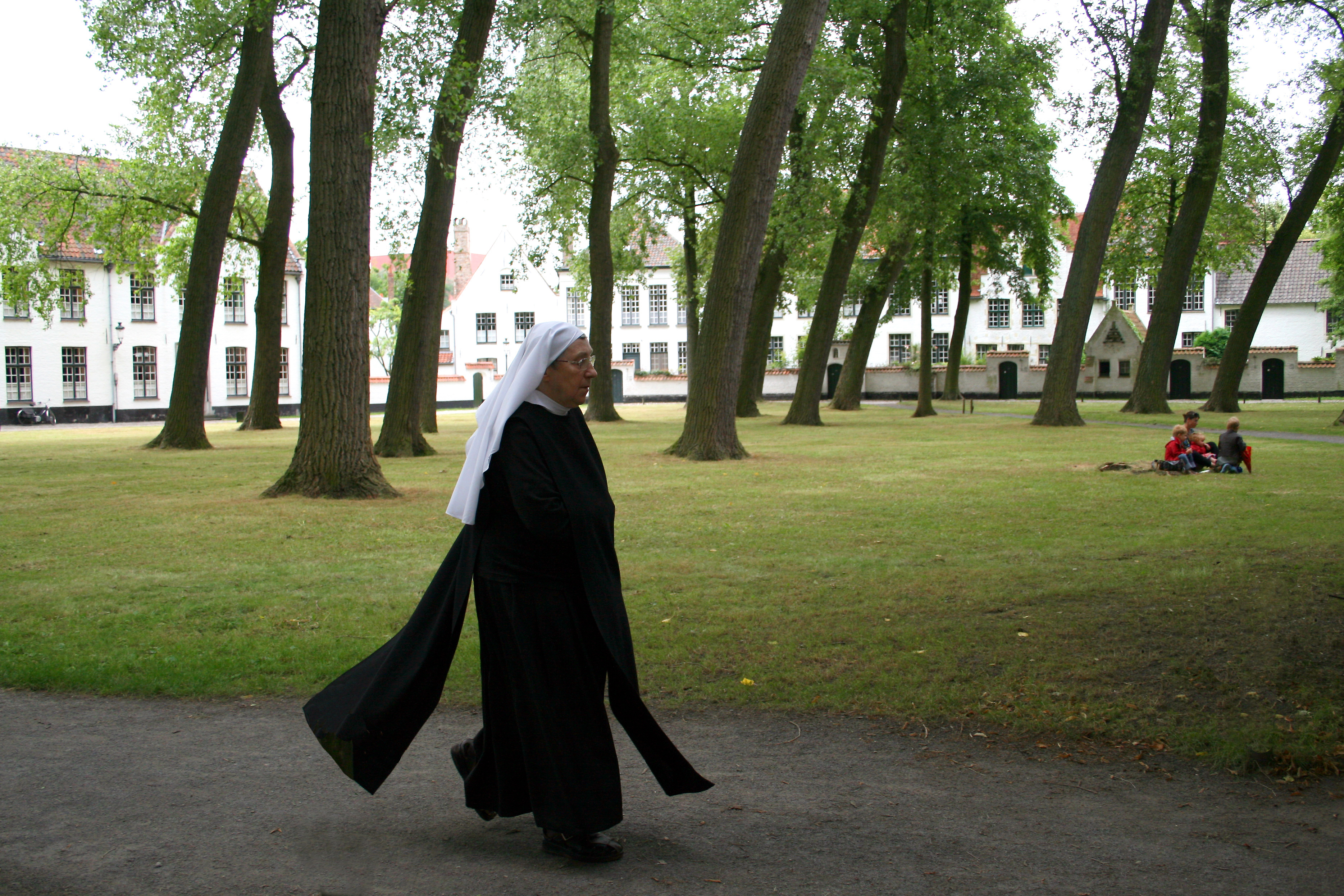
Монахиня-бенедиктинка

Комплекс включає в себе готичну церкву бегінаж і близько тридцяти пофарбованих у білий колір будинків кінця 16, 17 і 18 століття. Практично всі вони побудовані навколо центрального двору. До головного входу з брамою можна потрапити через триарковий кам'яний міст Вейнгард. У ніші можна побачити образ святої Єлизавети Угорської, яка була покровителькою багатьох бегінажів. Де Вейнгард також присвячений святому Олексію. В'їзна брама була побудована в 1776 році майстром-мулярем Хендріком Бултинком. Перший будинок бегінів біля входу обладнано як музей, а експозиція становить картини, меблі 17-го та 18-го століть та мереживо, серед іншого. Друга брама веде доступ до будинку Саса через міст Сас.

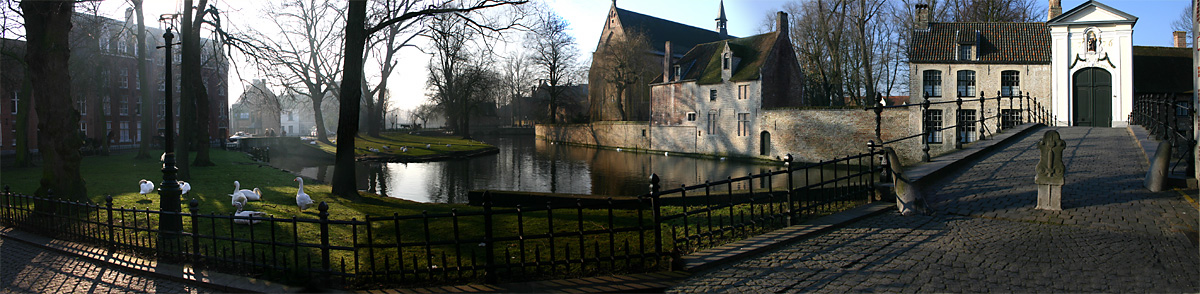
Панорамний вид на зовнішню частину бегінажу в сутінках; на передньому плані видно площу Вейнгарду з лебедями та гусьми, а вдалині — Міннеакватерпарк.